# Ашур, Саид
Саид Ашур (араб. سعيد عبد الفتاح عاشور‎, 30 июля 1922 — 10 сентября 2009) — профессор истории Каирского университета. За свою долгую карьеру он написал около 22 книг и опубликовал множество статей и статей. Ашур много десятилетий возглавлял секцию Средневековья на исторических факультетах Каирского университета, Бейрутского арабского университета в Ливане и Кувейтского университета. Ашур преподавал в Александрийском университете и был приглашённым профессором в нескольких университетах Ближнего Востока.
Ашур долгое время был председателем Общества арабских историков, академического института, объединяющего участников со всего арабского мира и за его пределами.

## Карьера
Ашур работал приглашённым профессором в Эр-Риядском университете в 1961 году в течение одного года, в Алжирском университете в 1973 году, в Бейрутском арабском университете в период с 1973 по 1975 год и в Кувейтском университете с 1975 по 1985 год. Он также участвовал в учредительном комитете, который планировал создать Университет Султана Кабуса в Омане в период с 1983 по 1985 год; работал в Кембриджском университете в Соединённом Королевстве с 1985 по 1987 год, и во время своего пребывания там он посетил ряд британских университетов, таких как Оксфордский университет, Лондонский университет и Эксетерский университет, а в последнем из них Абд аль-Хай Шабан пригласил его посетить университет и прочитать там свои лекции, а также ознакомиться с его учебными планами по изучению истории.